# Andira parvifolia
Andira parvifolia är en ärtväxtart som beskrevs av George Bentham. Andira parvifolia ingår i släktet Andira och familjen ärtväxter. Inga underarter finns listade i Catalogue of Life.